# Рамзес X
Рамзес X (Khepermaatre Setepenre Ramesses/Amunherkhepeshef-meryamun) е девети фараон от Двадесета династия на Древен Египет. Управлява ок. 1111 – 1107 г. пр.н.е. или 1104 – 1094 г. пр.н.е., вероятно в продължение на 3 или 4 години.

## Произход и управление
Не е сигурно дали Рамзес X е син на неговия предшественик Рамзес IX. През управлението му продължавали икономическите проблеми и смутовете, а централната власт западала. Зачестили набезите на либийци по поречието на Нил и ограбванията на царските гробници. Документирани са стачки на работниците в погребалния комплекс в Тива, които не получавали заплащане за труда си и били застрашени от нападенията на пустинните номади.
Рамзес X е последния фараон от династията, чието име е засвидетелствано на надписи в Нубия. Той упражнява властта си от царската резиденция Пер-Рамзес в Долен Египет, но неговия суверенитет в Горен Египет е само символичен. Реалният контрол на фараона там е сведен до минимум от тиванските жреци на Амон. Наследен е от Рамзес XI, с когото 20-а династия приключва.

## Гробница на Рамзес X
На Рамзес X принадлежи малката и недовършена гробница KV18 в Долината на царете, която е проучена през 1902 и 1999 година. Повечето от стенописите в нея не са оцелели. Неговата мумия не е намерена.